# Cocheras
Cocheras è una stazione della linea ML3 della rete tranviaria di Madrid.
Si trova presso il centro il deposito della rete, nel prolungamento della Calle Edgar Neville, a ovest del centro Ciudad de la Imagen, nel comune di Pozuelo de Alarcón.

## Storia
È stata inaugurata il 27 luglio 2007 insieme alle altre stazioni della linea.